# 순천향대학교 부속 서울병원
순천향대학교 부속 서울병원은 서울특별시 용산구 대사관로 59에 있는 순천향대학교 산하의 종합병원이다.

## 역사
향설 서석조 박사가 1974년에 설립하였으며 성실, 봉사, 연구의 원훈 아래 하늘의 뜻을 받들어 인술을 펼쳐나가는 고향 마을을 만들어가겠다는 '인간사랑', 환자사랑의 순천향정신으로 개원했다. 대한민국에서는 최초로 설립된 의료법인이기도 하다. 이 병원을 토대로 1978년에 순천향대학교를 설립하였다.
2012년 9월에 신관 건물이 오픈하여 건강증진센터와 안이비인후센터가 입주했다.

## 연혁
- 1972년 12월 12일 : 서울특별시 용산구 한남동 657번지에 순천향 병원건립부지 확보
- 1973년 4월 3일 : 지하2층, 지상8층, 옥탑2층, 연건평 3,300평, 250병상 규모의 본관 신축공사 착공
- 1973년 12월 27일 : 보건사회부로부터 의료법인(순천의료재단) 설립허가[1]
- 1974년 5월 6일 : 본관 준공 및 진료 개시
- 1974년 7월 6일 : 순천향병원 개원식
- 1976년 3월 2일 : 산업의학 연구실 설치
- 1977년 6월 10일 : 암 연구소 설치
- 1977년 6월 18일 : 지하1층, 지상8층, 연건평 2,800평, 200병상 규모의 별관 병동증축 기공
- 1978년 1월 14일 : 문교부로부터 학교법인 동은학원 설립 및 순천향의과대학 설립인가
- 1978년 1월 16일 : 의료법인 순천의료재단 해산
- 1978년 2월 1일 : 순천향 중앙의료원 기구 설치
- 1978년 2월 23일 : 순천향 의과대학 부속 순천향병원으로 개칭
- 1978년 12월 28일 : 별관병동 준공
- 1979년 5월 4일 : 보건사회부로부터 의료법인 동은의료재단 설립 허가[2]
- 1981년 5월 6일 : 지하1층, 지상3층, 연건평 340평 규모의 학생 강의실 및 외래진료실 신관 증축 기공
- 1981년 11월 9일 : 신관 준공
- 1982년 12월 1일 : 흉부외과 설치
- 1983년 11월 19일 : 지하1층, 지상6층, 연건평 2,100평 규모의 한국모자보건센터 기공
- 1985년 3월 20일 : 지하1층, 지상3층, 옥탑1층, 연건평 586평 규모의 임상교육관 기공
- 1985년 5월 1일 : 치료방사선과 설치
- 1985년 7월 12일 : 모자보건센터 준공 및 개원식
- 1985년 9월 17일 : 임상교육관 준공
- 1985년 10월 2일 : 순천향대학병원으로 개칭 (허가병상 650병상)
- 1985년 12월 1일 : 성인병연구소, 종합건강진단센터 발족
- 1990년 9월 10일 : 부속병원 기구개편으로 각부제도 신설
- 1992년 5월 27일 : 순천향대학교 의과대학 부속병원으로 명칭 변경
- 1997년 7월 4일 : 향설교육관 준공 연건평 2,706평 규모
- 1998년 3월 27일 : 소화기병센터 개소
- 1998년 7월 6일 : 종합건강진단센터 “종합건강증진센터”로 명칭 변경
- 1999년 2월 1일 : 외국인 진료소 개소
- 1999년 10월 15일 : 순천향대학교의과대학부속병원 심장센터 개소
- 2000년 3월 25일 : 무수혈 센터 개소
- 2000년 4월 1일 : Q.I(Quality Improvement)실 설치
- 2000년 7월 21일 : 순천향 - 코리아나 피부과학 연구소 개소
- 2003년 3월 1일 : 신경통증센터 개소
- 2004년 4월 9일 : 관절경센터 및 척추센터 개소
- 2004년 5월 25일 : 순천향대학교병원 장례식장 개장식 거행(연건평 758평, 지하1층, 지상5층)
- 2004년 11월 5일 : 줄기세포치료센터 개소
- 2005년 12월 1일 : 순천향대학교병원 새 HI선포
- 2006년 5월 8일 : 응급의학과 신설
- 2006년 5월 19일 : 소아과 “소아알레르기호흡기센터” 개소
- 2006년 9월 : 신경과 수면의학센터 개설(수면 다윈검사 실시)
- 2008년 8월 29일 : 사이버나이프센터 개소
- 2009년 9월 18일 : 순천향의학연구동 개소(46실 64명)
- 2011년 1월 31일 : 소화기암센터 오픈
- 2012년 9월 27일 : 신관 그랜드 오픈 (안이비인후센터, 건강증진센터, 통합의학연구소, 병리과, 전공의 숙소/열람실, 청원홀, 회의실 등)
- 2019년 11월 20일 :최신형 사이버나이프 M6가동